# Campeonato Mundial de Ciclismo en Ruta de 1990

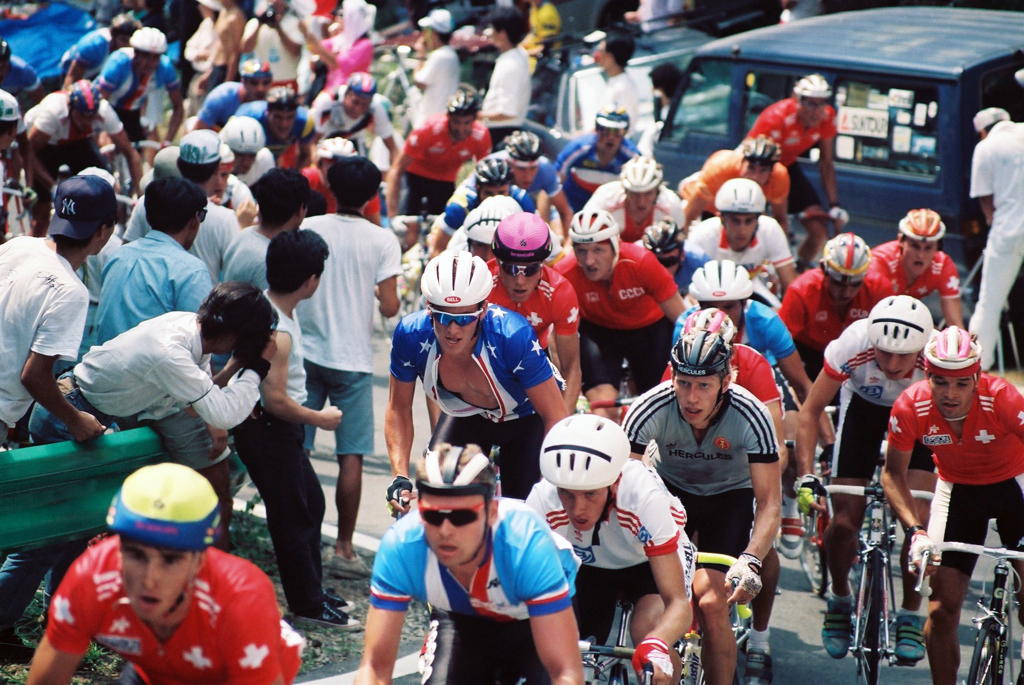
Lance Armstrong y Laurent Dufaux, durante la carrera amateur en carretera del Campeonato del Mundo de 1990

Los Campeonatos del mundo de ciclismo en ruta de 1990 se celebró en la ciudad japonesa de Utsunomiya del 31 de agosto al 2 de septiembre de 1990.

## Resultados
| Evento                     | Oro                                                                               | Oro        | Plata                                                                          | Plata    | Bronce                                                                                    | Bronce |
| -------------------------- | --------------------------------------------------------------------------------- | ---------- | ------------------------------------------------------------------------------ | -------- | ----------------------------------------------------------------------------------------- | ------ |
| Pruebas masculinas         |                                                                                   |            |                                                                                |          |                                                                                           |        |
| Hombres - carrera en línea | Rudy Dhaenens · Bélgica                                                           | 6h51'59"   | Dirk De Wolf · Bélgica                                                         | s.t.     | Gianni Bugno · Italia                                                                     | + 8"   |
| Contrerreloj por equipos   | Unión Soviética Oleg Galkin Rouslan Zotov Igor Patenko Alexander Markovich        | 1h 56' 50" | República Democrática Alemana Maik Landsmann Uwe Peschel Uwe Berndt Falk Boden | + 15"    | Alemania Occidental Rolf Aldag Kai Hundertmarck Raimund Lehnert Michael Rich              | + 19"  |
| Amateur - carrera en línea | Mirko Gualdi · Italia                                                             | 4h 28' 04" | Roberto Caruso · Italia                                                        | -        | Jean-Philippe Dojwa Francia                                                               | -      |
| Pruebas femeninas          |                                                                                   |            |                                                                                |          |                                                                                           |        |
| Mujeres - carrera en línea | Catherine Marsal Francia                                                          | 2h 0' 07"  | Ruthie Matthes Estados Unidos                                                  | + 3' 24" | Louisa Seghezzi · Italia                                                                  | s.t.   |
| Contrerreloj por equipos   | Países Bajos · Leontien Van Moorsel · Monique Knol · Cora Westland · Astrid Schop | 1h 03' 51" | Estados Unidos Phyllis Hines Maureen Manley Eve Stephenson Inga Thompson       | + 16"    | Unión Soviética Natalia Melekhina Nadezhda Kibardina Valentina Polkanova Natalia Chipaeva | + 30"  |